# Peter Mandelson
Peter Benjamin Mandelson, Nam tước Mandelson, PC (sinh ngày 21 tháng 10 năm 1953) là một chính trị gia Công Đảng Anh, chủ tịch Mạng lưới chính sách tư duy quốc tế, đồng thời là chủ tịch của công ty tư vấn chiến lược Global Couns.
Ông từng là Thành viên Nghị viện (MP) cho Hartlepool từ năm 1992 đến 2004 và giữ một số vị trí trong Nội các dưới thời Thủ tướng Tony Blair và Gordon Brown. Ông là Ủy viên Thương mại châu Âu từ năm 2004 đến 2008.
Mandelson là một trong một số cá nhân chủ chốt chịu trách nhiệm đổi thương hiệu của Công Đảng thành Công Đảng Mới trước khi giành chiến thắng sau bầu cử năm 1997. Ông đã hai lần bị buộc phải từ chức khỏi Nội các trước khi rời Quốc hội để nhận một cuộc hẹn với tư cách là Ủy viên châu Âu. Sau đó, ông tái gia nhập Nội các lần thứ ba sau khi được tạo ra Life Peer, ngồi trên băng ghế Công Đảng trong Nhà của Lãnh chúa.  Ông là người duy nhất giữ vị trí Ngoại trưởng thứ nhất với tư cách là một người Peer.

## Tuổi thơ

### Gia đình
Peter Mandelson sinh tại Hampstead Garden Suburb, Middlesex, vào ngày 21 tháng 10 năm 1953, con trai của Mary Joyce (née Morrison) và George Norman Mandelson. Gia đình của cha ông là người Do Thái; ông nội của ông đã thành lập Giáo đường Harrow United. Cha của ông (được biết đến với cái tên Tony) là người quản lý quảng cáo của The Jewish Chronicle người được ủy nhiệm làm sĩ quan trong Royal Dragoons trong Thế chiến thứ hai. Về phía mẹ mình, Mandelson là cháu trai của Herbert Morrison, Lãnh đạo Hội đồng Quận London và Bộ trưởng Nội các Công Đảng trong Bộ Attlee.
Ông nói về thời thơ ấu của mình - "toàn bộ sự giáo dục của tôi được đóng khung xung quanh vùng ngoại ô - tình bạn và giá trị của tôi".

### Giáo dục
Mandelson học trường Garden Suburb và từ năm 1965 đến năm 1972 Trường ngữ pháp quận Hendon. Năm 1966, ông xuất hiện trên sân khấu với nhóm kịch nghiệp dư địa phương, Hiệp hội Sân khấu Ngoại ô Hampstead, với vai chính trong The Winslow Boy.
Từ năm 1973 đến 1976, ông đọc Triết học, Chính trị và Kinh tế tại Đại học St Catherine, Oxford. Trong những năm thiếu niên, ông là thành viên của Liên đoàn Cộng sản trẻ, nhưng sau đó trở thành thành viên của Câu lạc bộ Công Đảng Đại học Oxford.